# Huy chương Robert Koch
Huy chương Robert Koch (tiếng Đức: Robert-Koch-Medaille) là một giải thưởng quốc tế của Quỹ Robert Koch dành cho những thành tựu suốt đời trong nghiên cứu y học, đặc biệt về miễn dịch học và vi sinh học. Huy chương vàng này được thiết lập năm 1960 và được trao hàng năm.

## Những người đoạt huy chương
- 1960: Hugo Braun (Đức), René Dubos (Hoa Kỳ), Toshiaki Ebina (Nhật Bản), Ludwig Heilmeyer (Đức), Franz Redeker (Đức), Josef Tomcsik (Thụy Sĩ)
- 1961: Không trao
- 1962: John Franklin Enders (Hoa Kỳ), Albert Sabin (Hoa Kỳ), Jonas Salk (Hoa Kỳ)
- 1963: Tomizo Yoshida (Nhật Bản)
- 1964: Không trao
- 1965: Gertrud Meißner (Đức)
- 1966: Karl Bartmann (Đức)
- 1967: Không trao
- 1968: Không trao
- 1969: Không trao
- 1970: Không trao
- 1971: Không trao
- 1972: Không trao
- 1973: Không trao
- 1974: Paul Kallós (Thụy Điển)
- 1975: Không trao
- 1976: Không trao
- 1977: Pierre Grabar (Pháp)
- 1978: Theodor von Brand (Sulzbach-Rosenberg), Saul Krugman (Hoa Kỳ)
- 1979: Sir Christopher Andrewes (Anh)
- 1980: Emmy Klieneberger-Nobel (Anh)
- 1981: Maclyn McCarty
- 1982: Edgar Lederer (Pháp), Walter Pagel (Anh), Karel Styblo (Hà Lan)
- 1983: Không trao
- 1984: Không trao
- 1985: Richard M. Krause (Hoa Kỳ)
- 1986: Ernst Ruska (Đức)
- 1987: Hans J. Müller-Eberhard (Hoa Kỳ)
- 1988: Willy Burgdorfer (Hoa Kỳ)
- 1989: Maurice R. Hilleman (Hoa Kỳ)
- 1990: Ernst L. Wynder (Hoa Kỳ)
- 1991: Werner Schäfer (Đức)
- 1992: Piet Borst (Hà Lan), Howard C. Goodman (Hoa Kỳ)
- 1993: Karl Lennert (Đức), Otto Westphal (Thụy Sĩ)
- 1994: Paul Klein (Đức)
- 1995: Charles Weissmann (Thụy Sĩ)
- 1996: Sir Gustav Nossal (Úc)
- 1997: Satoshi Omura (Nhật Bản)
- 1998: George Klein (Thụy Điển)
- 1999: Barry R. Bloom (Hoa Kỳ)
- 2000: Marco Baggiolini (Thụy Sĩ)
- 2001: Avrion Mitchison (Anh)
- 2002: Agnes Ullmann (Pháp)
- 2003: Tadamitsu Kishimoto (Nhật)
- 2004: Heinz Schaller (Đức)
- 2005: Emil R. Unanue (Hoa Kỳ)
- 2006: Hans-Dieter Klenk (Đức)
- 2007: Brigitte A. Askonas (Anh)
- 2008: Philip Leder (Hoa Kỳ)
- 2009: Volker ter Meulen (Đức)
- 2010: Fotis C. Kafatos (Anh)
- 2011: Ernst-Ludwig Winnacker (Đức)
- 2012: Eckard Wimmer (Hoa Kỳ)
- 2013: Anthony S. Fauci (Hoa Kỳ)
- 2014: Hermann Bujard (Đức)